# Serge Abessolo
Serge Abessolo, nacido el 8 de marzo de 1970 en Mouila,Gabón, es un actor, comediante y presentador gabonés.

## Biografía
Es hijo de Raymond Mbié, oficial del ejército gabonés y de Marie Thérèse Biyé, quien es profesora. Serge Abessolo está casado con Marie Lola Abessolo desde junio de 2008.

## Sus trabajos

### Cine
- 1998: Oréga de Marcel Sandja: Agente de la Policía Aérea y de Fronteras
- 1999: Dolê de Imunga Ivanga: Crónica de radio y televisión
- 2001: Les Couilles de l'éléphant de Henri Joseph Bidi Koumba: Kinga, el chofer del diputado
- 2005: L'ombre de Liberty de Imunga Ivanga: bamán
- 2007: Le Virus de Koné Sombaga: Aka
- 2007: Le Divorce de Manushka Labouba (cortometraje): Magloire
- 2009: Le Mec Idéal de Owell Brown: Bill, el abogado rico y guapo
- 2012: Le Cœur des femmes de Melchy Obiang: Emmanuel
- 2018: Kuntak de Françoise Ellong: Biyong, conductor de autobús
- 2019: Si loin ... si près de Saturnin Ayenuet: Sr. Mbié

### Televisión
- 2005: Inspecteur Sonri : Le mamba de Mamady Sidibé (serie) : Inspector Blaise
- 2006: Ma famille de Akissi Delta : Serge Abessolo, amigo gabonés Bohiri
- 2006: Les annés école : Raîta, director (T1)
- 2015: Aimé Malgrés Lui de Didier NDenga : Médico en un campo de refugiados
- 2016: Welcome to Ombalo's (serie) : Ombalo
- 2019: La parfaite inconnue de Arantes Bonali : Víctor, marido de Amina Popa
- 2020: Cacao de Alex Ogou (serie) : Elie Desva
- 2021: Impact (serie) : Pablo Gradel[1]

## Premios

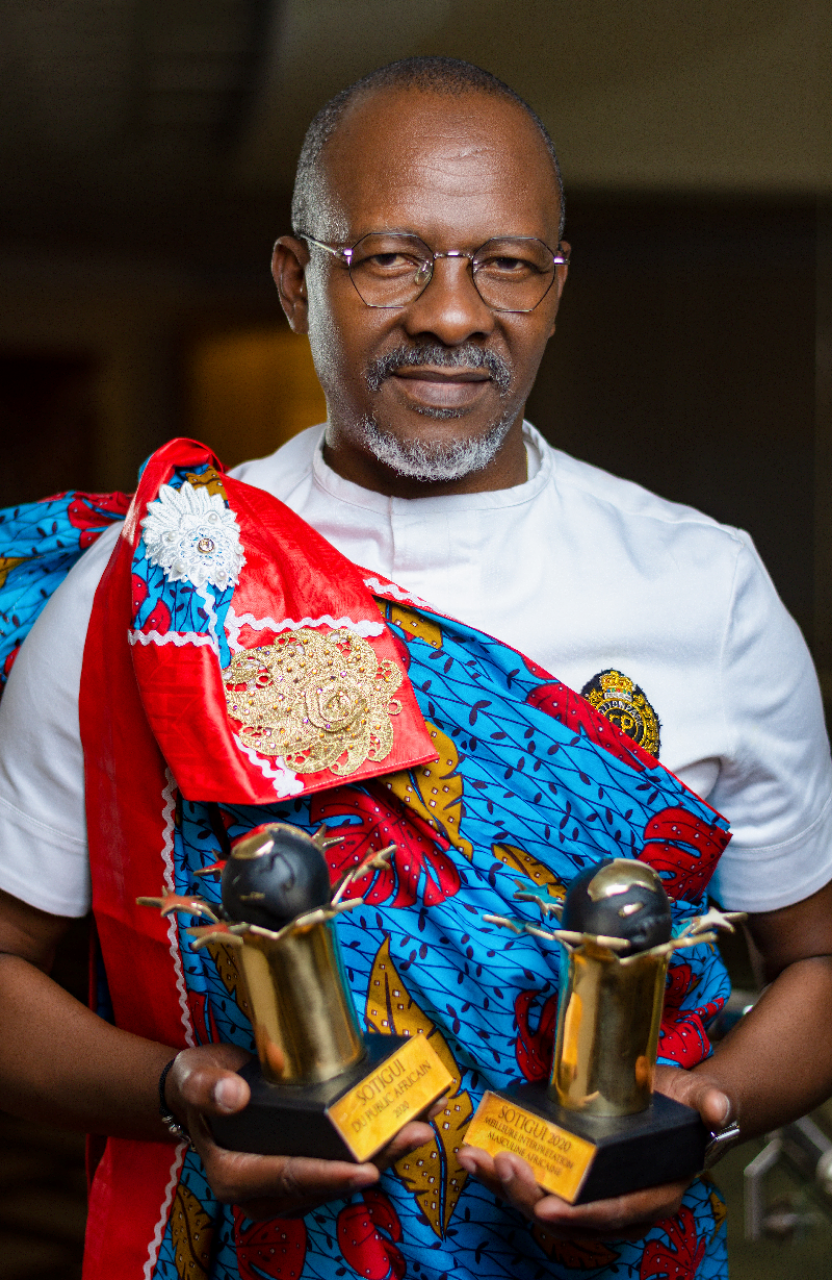
Premios Sotigui 2020

- 2001: Caballero de la Ordre national du Mérite
- 2010: Caballero de la Orden de la Estrella Ecuatorial[2]
- 2018: Oficial de la Ordre national du Mérite (Gabón)[3]
- 2020: Premios Sotigui: Premio "Mejor Actuación Africana Masculina, Serie de TV" [4]
- 2020: Premios Sotigui: Premio "Público Africano" [5]